# Šarovce
Šarovce es un municipio del distrito de Levice en la región de Nitra, Eslovaquia, con una población estimada a final del año 2024 de 1619 habitantes.
Se encuentra ubicado al este de la región, cerca de los ríos Ipoly y Hron (ambos, afluentes izquierdos del Danubio) y de la frontera con la región de Banská Bystrica.

## Demografía
| Año        | 1994 | 2004    | 2014    | 2024    |
| ---------- | ---- | ------- | ------- | ------- |
| Población  | 1661 | 1662    | 1638    | 1619    |
| Diferencia |      | +0,06 % | −1,44 % | −1,15 % |

| Año        | 2023 | 2024    |
| ---------- | ---- | ------- |
| Población  | 1609 | 1619    |
| Diferencia |      | +0,62 % |